# 馬及時
馬及時（？—？），字進卿，陕西延安府绥德州宣化里人，明末清初官员。

## 生平
崇祯九年（1636年）丙子科陕西乡试舉人，十三年（1640年）庚辰科進士，户部观政，授良乡县知县。